# Archytas setifacies
Archytas setifacies är en tvåvingeart som beskrevs av Charles Howard Curran 1928. Archytas setifacies ingår i släktet Archytas och familjen parasitflugor. Inga underarter finns listade i Catalogue of Life.